# سلاح الجو الملكي
السلاح الجوي الملكي (بالإنجليزية: Royal Air Force)‏ هو القوات الجوية التابعة للمملكة المتحدة والأقاليم البريطانية ما وراء البحار والملحقات الملكية. تأسس في نهاية الحرب العالمية الأولى في 1 أبريل 1918، ليصبح ثاني سلاح جوي مستقل في العالم بعد السلاح الجوي الفنلندي (تأسس في 6 مارس 1918)، من خلال دمج الفيلق الجوي الملكي والسلاح الجوي البحري الملكي. بعد انتصار قوات الحلفاء على قوى المركز في عام 1918، برز سلاح الجو الملكي أكبر قوة جوية في العالم في ذلك الوقت. منذ تشكيله، لعب سلاح الجو الملكي دورًا هامًا في التاريخ العسكري البريطاني. بشكل خاص، خلال الحرب العالمية الثانية، حيث حقق سلاح الجو الملكي تفوقًا جويًا على سلاح الجو الألماني خلال معركة بريطانيا، وقاد الجهد الاستراتيجي لعمليات القصف التي قمت قوات الحلفاء بها.
تتمثل مهمة سلاح الجو الملكي بدعم أهداف وزارة الدفاع البريطانية، والتي تنطوي على «توفير الإمكانيات اللازمة لضمان أمن المملكة المتحدة والأقاليم ما وراء البحار والدفاع عنها، بما في ذلك ضد الإرهاب؛ وتعزيز أهداف السياسة الخارجية للحكومة، ولا سيما السلام والأمن الدوليين». يصف سلاح الجو الملكي بيان مهمته كالآتي: «توفير قوة جوية مرنة وقابلة للتكيف ومتمكنة، ومتميزة بأفرادها وقدراتهم، وتقديم مساهمة حاسمة في دعم مهمة الدفاع البريطانية». يدعم بيان المهمة تعريف سلاح الجو الملكي للقوة الجوية، والذي يوجه استراتيجيته. يُعرّف سلاح الجو بأنه «القدرة على توفير القوة من الجو والفضاء للتأثير على سلوك الناس أو مجرى الأحداث».
اليوم، يحافظ سلاح الجو الملكي على أسطول عملياتي من مختلف أنواع الطائرات، التي يصفها سلاح الجو الملكي بأنها «رائدة» من ناحية التكنولوجيا. يتكون هذا الأسطول بشكل رئيسي من الطائرات ذات الأجنحة الثابتة، بما في ذلك الطائرات المقاتلة والهجومية، والطائرات الإنذارية والسيطرة الجوية، وطائرات الاستطلاع والمراقبة والاستخبارات، واستخبارات الإشارات، والدوريات البحرية، والتزود بالوقود جوًا والنقل الاستراتيجي والتكتيكي. تشكل الغالبية العظمى من الطائرات ذات الأجنحة الدوارة لسلاح الجو الملكي جزءًا من القيادة المشتركة للمروحيات لدعم القوات البرية. يتمركز معظم طائرات وأفراد سلاح الجو الملكي في المملكة المتحدة، مع وجود العديد من الآخرين الذين يخدمون في عمليات ومهمات عالمية (لا سيما في العراق وسوريا) أو في القواعد البحرية (جزيرة أسينشن وقبرص وجبل طارق وجزر فوكلاند). على الرغم من أن سلاح الجو الملكي هو القوة الجوية الرئيسية في بريطانيا، تمتلك القوة الجوية للأسطول التابع للبحرية الملكية وفيلق الطيران التابع للجيش البريطاني طائرات مسلحة أيضًا.

## تاريخيًا

### نشأته
على الرغم من أن البريطانيين لم يكونوا أول من استخدم الطائرات العسكرية الحربية، يُعتبر سلاح الجو الملكي أقدم قوة جوية مستقلة في العالم، وأول قوة جوية تصبح مستقلة عن السيطرة البرية أو البحرية. تأسس سلاح الجو الملكي في 1 أبريل 1918 (خلال الحرب العالمية الأولى) بدمج الفيلق الجوي الملكي والسلاح الجوي البحري الملكي، كما أوصى تقرير أعده جان سموتس. في ذلك الوقت، كان سلاح الجو الملكي أكبر قوة جوية في العالم، وكان مقره في فندق سيسيل السابق.
بعد الحرب، جرى تخفيض سعة حجم سلاح الجو الملكي بشكل كبير وكانت سنوات ما بين الحربين هادئة نسبيًا. تولى سلاح الجو الملكي مسؤولية النشاط العسكري البريطاني في العراق، ونفذ أنشطة بسيطة في أجزاء أخرى من الإمبراطورية البريطانية، بما في ذلك إنشاء قواعد لحماية سنغافورة ومالايا. تأسس فرع الطيران البحري لسلاح الجو الملكي، أسطول القوات الجوية، في عام 1924 ولكنه نُقل إلى سيطرة الأميرالية في 24 مايو 1939.
اعتمد سلاح الجو الملكي مبدأ القصف الاستراتيجي، ما أدى إلى بناء قاذفات بعيدة المدى، والتي أصبحت الاستراتيجية الرئيسية للقصف في الحرب العالمية الثانية.

### الحرب العالمية الثانية
شهد سلاح الجو الملكي توسعًا سريعًا قبل الحرب العالمية الثانية وخلالها. بموجب خطة تدريب الطيران لدول الكومنولث البريطانية في ديسمبر 1939، تدربت القوات الجوية لدول الكومنولث البريطاني وشكلت «السرب الخامس عشر» للعمل مع تشكيلات سلاح الجو الملكي. كذلك، خدم العديد من الأفراد من هذه البلدان ومن المنفيين من أوروبا المحتلة في أسراب سلاح الجو الملكي. بحلول نهاية الحرب، ساهم سلاح الجو الملكي الكندي بأكثر من 30 سربًا للخدمة في تشكيلات سلاح الجو الملكي، وكان نحو ربع الأفراد الذين تولوا قيادة القاذفات كنديين. بالإضافة إلى ذلك، شكّل سلاح الجو الملكي الأسترالي نحو 9% من جميع أفراد سلاح الجو الملكي الذين خدموا في المسارح الأوروبية والمتوسطية.
خلال معركة بريطانيا في عام 1940، دافع سلاح الجو الملكي عن الأجواء البريطانية ضد سلاح الجو الألماني الذي كان متفوقًا عدديًا. في ما يمكن اعتباره أكثر الحملات الجوية تعقيدًا واستمرارية في التاريخ، ساهمت معركة بريطانيا بشكل كبير في تأخير عملية «أسد البحر» وتأجيلها، التي خطط هتلر فيها لغزو المملكة المتحدة. في مجلس العموم في 20 أغسطس، وبدافع من الجهود المستمرة لسلاح الجو الملكي، ألقى رئيس الوزراء ونستون تشرشل خطابًا للأمة قال فيه: «في النزاعات البشرية، لم يحدث أن كان عدد كبير من الناس مدينًا لهذا العدد قليل من الأشخاص».
كان أكبر جهد لسلاح الجو الملكي خلال الحرب هو حملة القصف الاستراتيجي ضد ألمانيا بواسطة قيادة القاذفات. عندما بدأت عمليات قصف سلاح الجو الملكي لألمانيا فور اندلاع الحرب تقريبًا، كانت غير فعالة في البداية؛ ولكنها أصبحت دقيقة لاحقًا، خصوصًا عندما تولى المارشال الجوي هاريس القيادة، وأصبحت هذه الهجمات مدمرة بشكل متزايد، بدءًا من مطلع عام 1943، مع توفر التقنيات الجديدة وأعداد أكبر من الطائرات المتفوقة. اعتمد سلاح الجو الملكي على قصف المدن الألمانية مثل هامبورغ ودريسدن ليلًا. شكل قصف المناطق ليلًا الجزء الأكبر من حملة القصف الخاصة بسلاح الجو الملكي، ويرجع ذلك بشكل رئيسي إلى هاريس، ولكنه طور تقنيات قصف دقيقة لعمليات محددة، مثل غارة «دامباسترز» الشهيرة التي نفذها السرب رقم 617، أو غارة سجن أميان المعروفة بعملية «جيريكو».

### عصر الحرب الباردة
بعد الانتصار في الحرب العالمية الثانية، شهد سلاح الجو الملكي إعادة تنظيم كبيرة، إذ ساهمت التطورات التكنولوجية في الحرب الجوية إلى ظهور المقاتلات والقاذفات النفاثة. خلال المراحل المبكرة من الحرب الباردة، كانت عملية جسر برلين الجوي، المعروفة باسم بلين فاير، واحدة من أولى العمليات الكبرى التي نفذها سلاح الجو الملكي. بين 26 يونيو 1948، وتزامنًا مع رفع الحصار الروسي عن المدينة في 12 مايو 1949، قدم سلاح الجو الملكي %17من إجمالي الإمدادات التي جرى تسليمها، باستخدام طائرات أفرو يورك ودوغلاس داكوتاس التي طارت إلى مطار جاتو وطائرات شورت سندرلاند التي طارت إلى بحيرة هافل.
بعد الحرب العالمية الثانية، شهد سلاح الجو الملكي أولى اشتباكاته في الحرب العربية الإسرائيلية عام 1948: خلال انسحابه من فلسطين المنتدبة في مايو 1948، حيث أسقطت طائرات سوبرمارين سبتفاير البريطانية أربع طائرات سبتفاير تابعة لسلاح الجو الملكي المصري بعد أن هاجم الأخير قاعدة سلاح الجو الملكي رامات دافيد بالخطأ؛ وأثناء مواجهاته مع سلاح الجو الإسرائيلي، الذي شهد خسارة طائرة دي هافيلاند موسكيتو واحدة في نوفمبر 1948 وأربع طائرات سبتفاير وطائرة هوكر تمبست واحدة في يناير 1949.
قبل أن تطور بريطانيا أسلحتها النووية الخاصة، زُود سلاح الجو الملكي بأسلحة نووية أمريكية في إطار مشروع إي. مع ذلك، بعد تطوير ترسانته الخاصة، قررت الحكومة البريطانية في 16 فبراير 1960 توزيع قوة الردع النووي للبلاد بين سلاح الجو الملكي وغواصات البحرية الملكية، ومبدئيًا على أسطول قاذفات في (V) التابع لسلاح الجو. جرى تسليح هذه القاذفات في البداية بقنابل نووية ذات تأثير جاذبي، وجرى تجهيزها لاحقًا بصواريخ من نوع بلو ستيل. بعد تطوير غواصات بولاريس التابعة للبحرية الملكية، انتقلت مهمة الردع النووي الاستراتيجي إلى غواصات البحرية في 30 يونيو 1969. مع إدخال بولاريس، تقلص الدور النووي الاستراتيجي لسلاح الجو الملكي ليصبح دورًا تكتيكيًا، باستخدام قنابل دبليو177 ذات التأثير الجاذبي. استمر هذا الدور التكتيكي للقاذفات من نوع في حتى ثمانينيات القرن العشرين وحتى عام 1998 بطائرات بانافيا تورنادو.
طوال فترة الحرب الباردة، تمثل الدور الرئيسي لسلاح الجو الملكي البريطاني بالدفاع عن أوروبا الغربية ضد الهجمات المحتملة من الاتحاد السوفيتي، وتمركزت العديد من الأسراب في غرب ألمانيا. اشتملت القواعد الرئيسية في سلاح الجو الملكي على سلاح الجو الملكي بروجن، وسلاح الجو الملكي غوترسلوه، وسلاح الجو الملكي لاربرخ، وسلاح الجو الملكي فيلدينراث –وهي القاعدة الوحيدة للدفاع الجوي في سلاح الجو الملكي. مع تراجع الإمبراطورية البريطانية، تناقصت العمليات العالمية التي ينفذها، وجرى حل سلاح الجو الملكي البريطاني في الشرق الأقصى في 31 أكتوبر 1971. على الرغم من ذلك، شارك سلاح الجو الملكي في العديد من المعارك خلال فترة الحرب الباردة. في يونيو 1948، بدأ سلاح الجو الملكي عملية فاير دوغ ضد المقاتلين المؤيدين للاستقلال في مالايا خلال حالة الطوارئ المالايوية. استمرت العمليات مدة 12 عامًا حتى عام 1960، حيث انطلقت الطائرات من سلاح الجو الملكي تانغاه وسلاح الجو الملكي بوتروورث. لعب سلاح الجو الملكي كذلك دورًا ثانويًا في الحرب الكورية.
من عام 1953 إلى 1956، نفذت أسراب سلاح الجو الملكي أفرو لينكولن عمليات ضد ماو ماو في كينيا باستخدام قاعدة سلاح الجو الملكي إيستلي. كان لسلاح الجو الملكي البريطاني دور كبير في أزمة السويس في عام 1956، عندما انطلقت الطائرات من سلاح الجو الملكي أكروتيري وسلاح الجو الملكي نيقوسيا في قبرص وسلاح الجو الملكي لوكا وسلاح الجو الملكي هيلوفر في مالطا في إطار عملية الفارس. تكبد سلاح الجو الملكي آخر خسائره من طائرة معادية خلال أزمة السويس عندما أُسقطت طائرة إنجليزية من نوع كانبيرا فوق سوريا. في عام 1957، شارك سلاح الجو الملكي بشكل كبير خلال حرب الجبل الأخضر في عمان، حيث استُخدمت طائرات من نوع دي هافيلاند فينوم وأفرو شاكليتون. نفذ سلاح الجو الملكي 1,635 غارة، وأسقط 1,094 طنًا من القنابل وأطلق 900 صاروخ على المناطق الداخلية من عمان في الفترة بين يوليو وديسمبر 1958، مستهدفًا المتمردين والقرى الجبلية وقنوات المياه.

## معرض صور

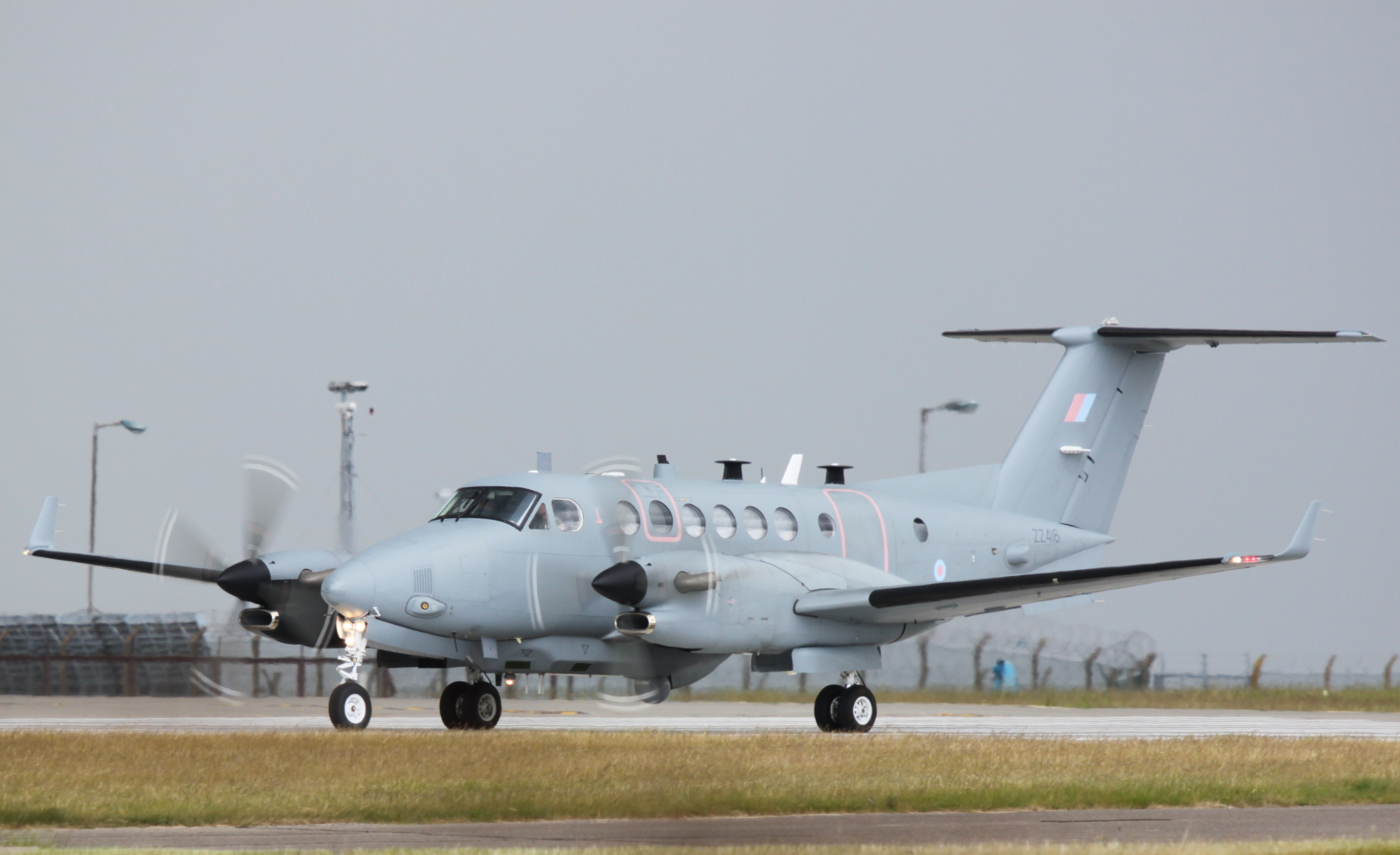
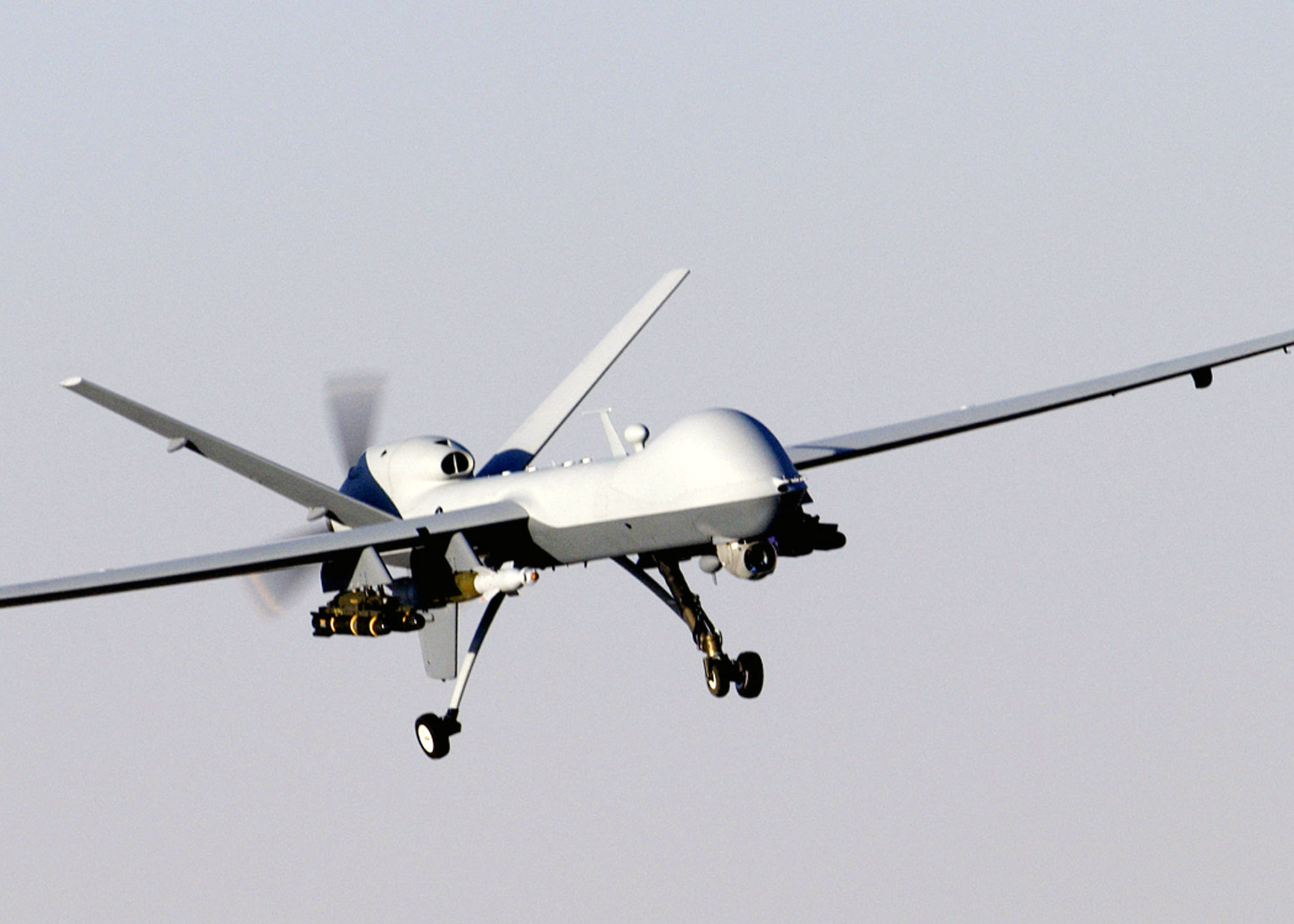
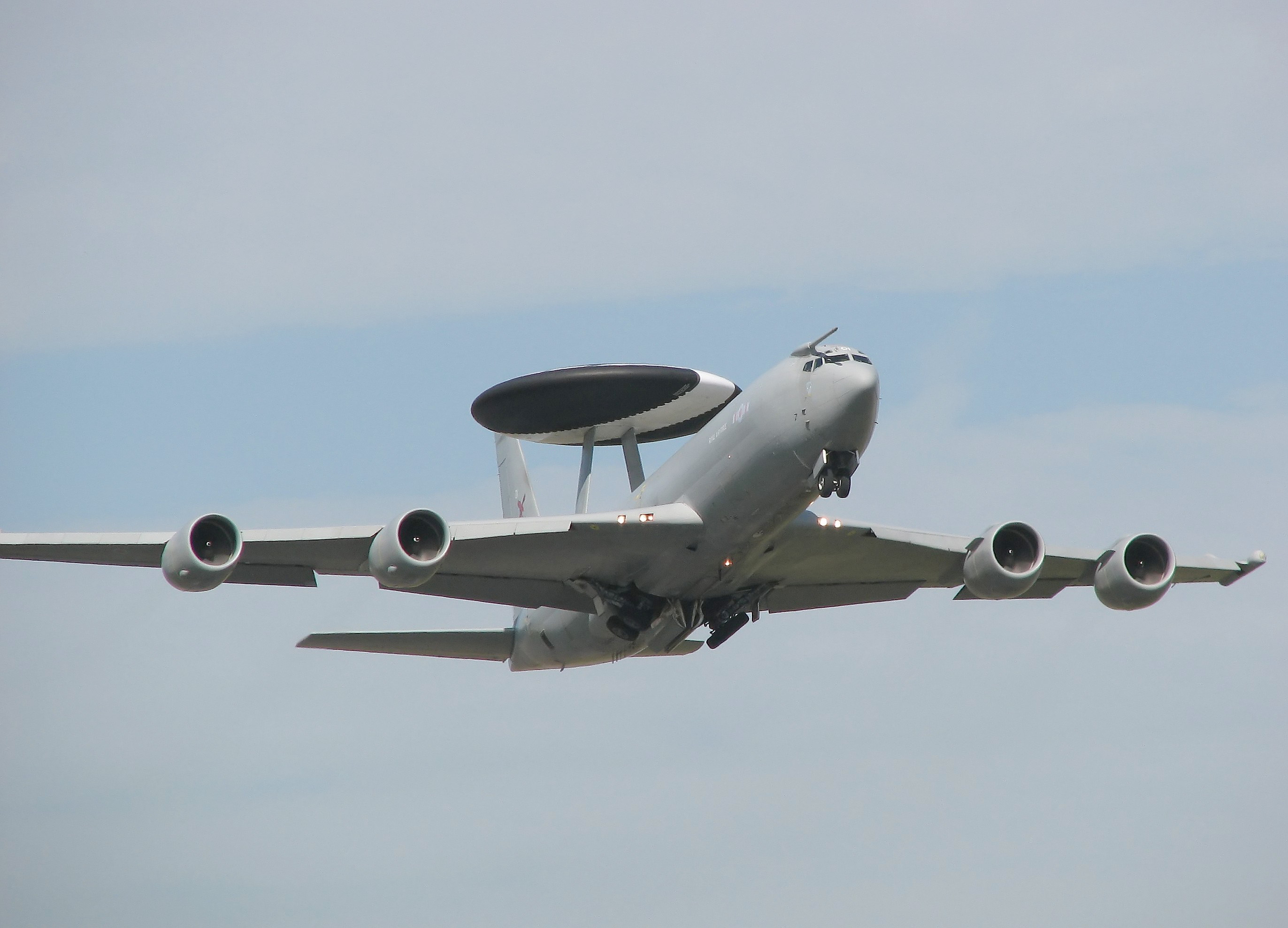
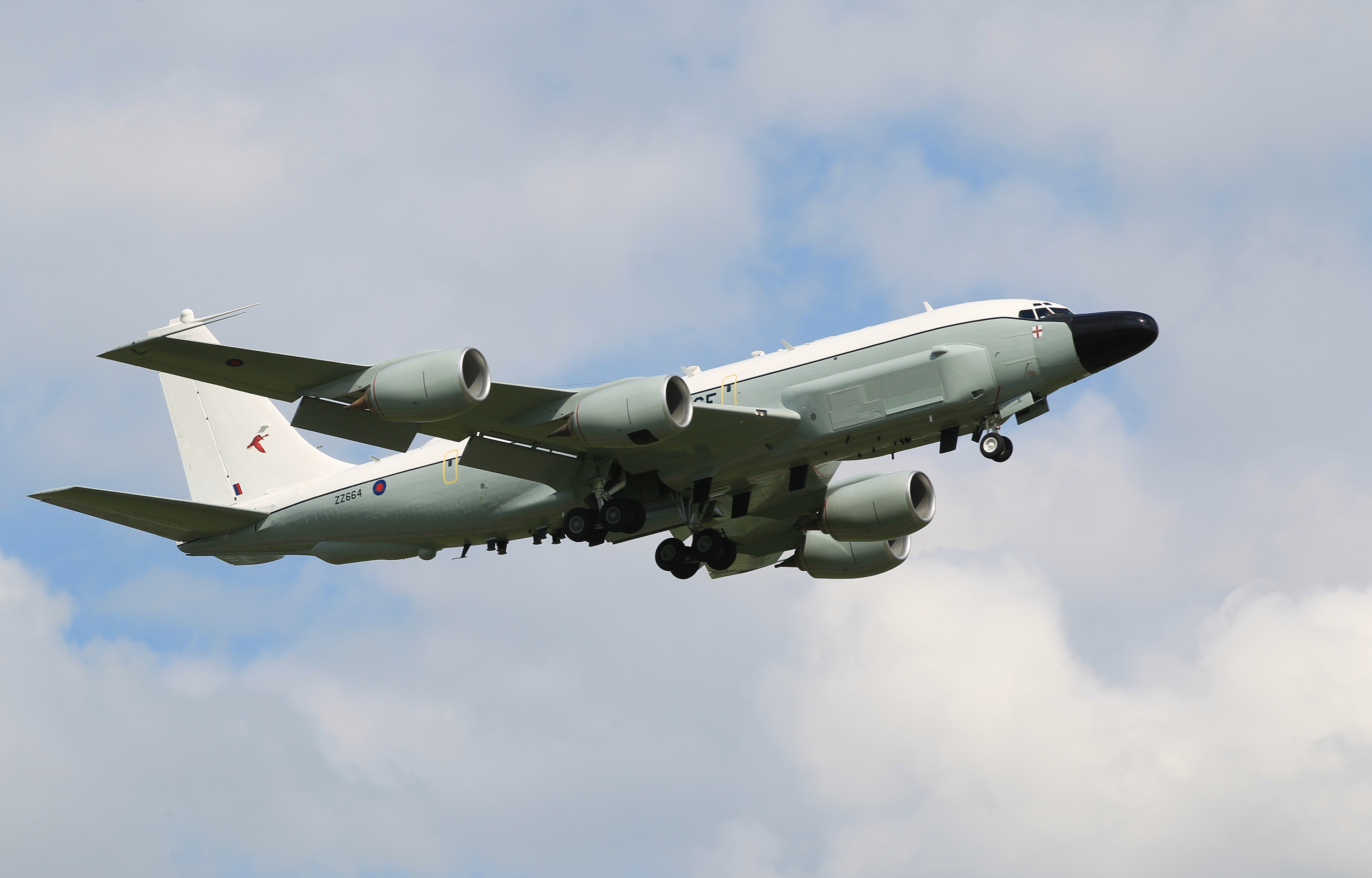
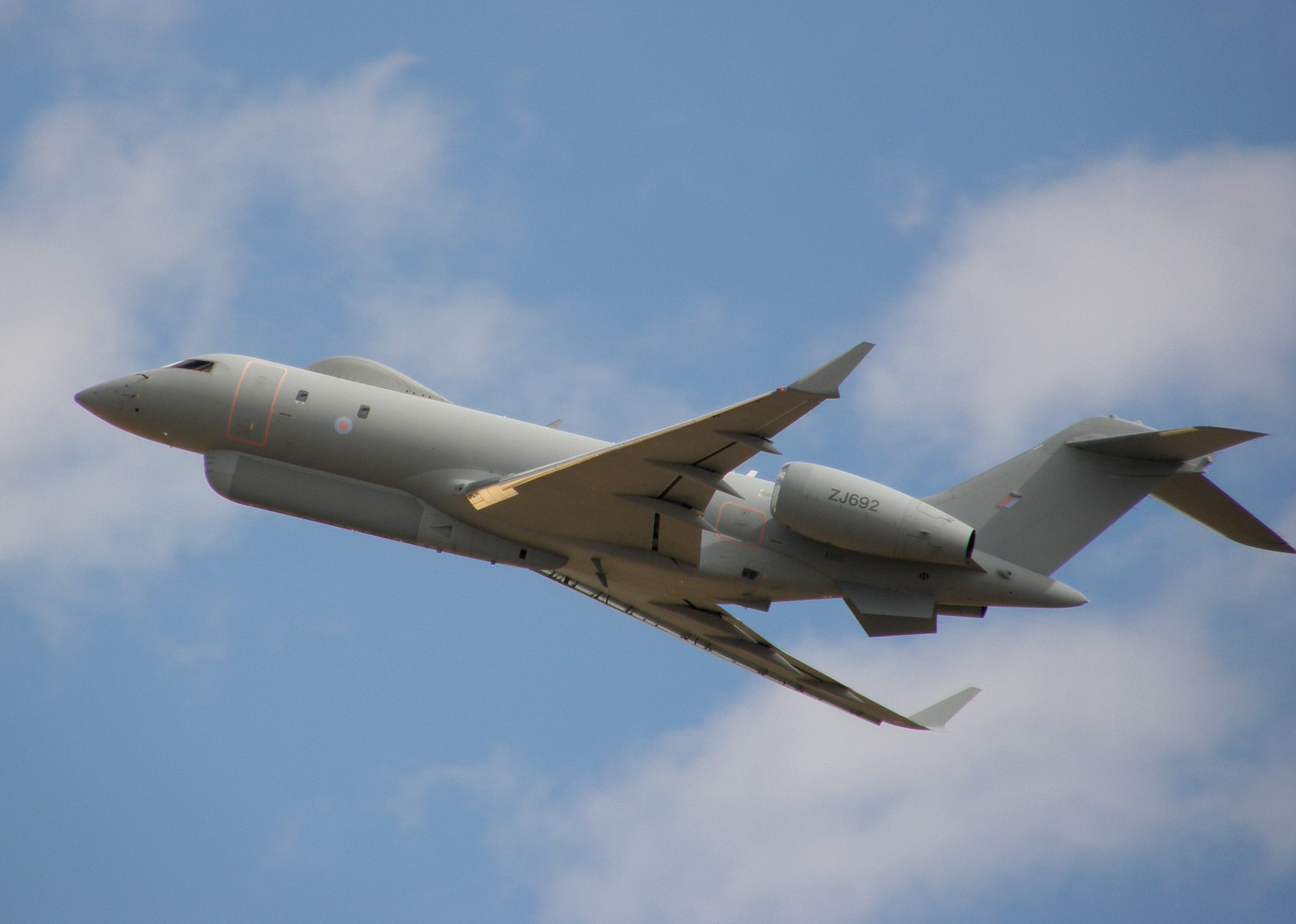

## مخزون الطائرات

### سلاح الجو الملكي
| الطائرة                          | بلد الأصل                       | النوع                        | الطراز          | في الخدمة | ملاحظات                                                 |
| -------------------------------- | ------------------------------- | ---------------------------- | --------------- | --------- | ------------------------------------------------------- |
| أيروسباتيل بوما                  | المملكة المتحدة فرنسا           | مروحية نقل                   | HC1             | 295       | رخصة تصنيع كالمروحية ويست لاند بوما.                    |
| أغستا إيه دبليو 109              | إيطاليا                         | مروحية نقل للشخصيات المهمة   | -               | 3         |                                                         |
| أغستاوستلاند مارلن               | المملكة المتحدة                 | مروحية مساندة                | HC3HC3A         | 226       | -مكتسبة من القوات الجوية الهولندية                      |
| بي إيه إي - 125                  | المملكة المتحدة                 | طائرة نقل للشخصيات المهمة    | CC3             | 6         |                                                         |
| بي إيه إي - 146                  | المملكة المتحدة                 | طائرة نقل للشخصيات المهمة    | CC2             | 2         |                                                         |
| بي إيه إي هارير                  | المملكة المتحدة                 | طائرة هجومية                 | GR7GR9T12       | 373010    | جميع الطائرات طراز GR7 سيتم تطويرها إلى الطراز GR9.     |
| بيتش كرافت كينج آير بي - 200     | الولايات المتحدة                | طائرة تدريبية                | -               | 9         |                                                         |
| بيل جريفن                        | كندا                            | مروحية تدريبيةمروحية إنقاذ   | HT1HAR2         | 114       |                                                         |
| بوينغ شينوك                      | الولايات المتحدة                | مروحية نقل ثقيل              | HC2HC2A         | 346       | 8 مروحيات أخرى سيتم توريدهم بحلول عام 2009              |
| بوينغ سي-17 غلوب ماستر 3         | الولايات المتحدة                | طائرة نقل إستراتيجي          | -               | 6         |                                                         |
| إي - 3 سينتري                    | الولايات المتحدة                | طائرة إنذار مبكر             | AEW1            | 7         |                                                         |
| بريتين - نورمان أيسلاندير        | المملكة المتحدة                 | نقل                          | CC2CC2a         | 1         |                                                         |
| دايموند دي إيه - 42 توين ستار    | النمسا                          | استطلاع                      | -               | -         | اثنان تحت الطلب                                         |
| إيروكوبتر سكيويرر                | فرنسا                           | مروحية تدريبية               | HT1             | 22        |                                                         |
| يوروفايتر تايفون                 | المملكة المتحدة                 | مقاتلة متعددة المهام         | T1/T1A/T3F2FGR4 | 162312    | 232 سيتم شرائهم.                                        |
| جينيرال أتوميكس إم كيو - 9 رايبر | الولايات المتحدة                | مركبة قتال جوي غير مسماه     | -               | 2         | 11 أخرى تم طلبهم                                        |
| جروب توتور                       | ألمانيا                         | طائرة تدريبية                | T1              | 94        |                                                         |
| جروب فايكين                      | ألمانيا                         | طائرة تدريبية شراعية         | T1              | 82        |                                                         |
| جروب جي - 109                    | ألمانيا                         | طائرة تدريبية                | T1              | 64        |                                                         |
| بي إيه إي - 125                  | المملكة المتحدة                 | طائرة تدريبية                | T1              | 11        |                                                         |
| هاوكير سايدلي هاوك               | المملكة المتحدة                 | طائرة تدريبية                | T1/T1A          | 109       |                                                         |
| هاوكير سيديلي نمرود              | المملكة المتحدة                 | دورية بحرية/إشارات المخابرات | R1MR2           | 315       |                                                         |
| سي 130 هيركوليز                  | الولايات المتحدة                | طائرة نقل تيكتيكي            | C1C3C4C5        | 3171410   |                                                         |
| لوكهيد إل-1011 تراى ستار         | الولايات المتحدة                | نقل/طائرة ملء وقود           | K1KC1C2C2A      | 2421      |                                                         |
| بانافيا تورنادو                  | المملكة المتحدة ألمانيا إيطاليا | دفاع جويمهاجمة/استطلاع       | F3GR4/GR4A      | 65130     | [ 34 ]                                                  |
| رايثون سينتينيل                  | كندا                            | رادار محمول جوا              | R1              | 4         | واحدة أخرى تم طلبها                                     |
| شورت توناكو                      | المملكة المتحدة                 | طائرة تدريبية                | T1              | 95        |                                                         |
| سلينج سبي تي - 67 فاير فلاي      | المملكة المتحدة                 | طائرة تدريبية أولية          | -               | -         | يستخدمها مدرسة الدفاع لتعليم الطيران الابتدائي (DEFTS). |
| فيكيرز في سي - 10                | المملكة المتحدة                 | طائرة ملء وقود               | C1KK3K4         | 942       |                                                         |
| ويست لاند سي كينج                | المملكة المتحدة                 | مروحية إنقاذ                 | HAR3HAR3A       | 196       |                                                         |

## انظر ايضًا
- أندي غرين
- فيلق الجيش الملكي النسائي
- سلاح الجو الملكي النسائي
- نانسي سالمون
- آن ستيفنز (ضابط في سلاح الجو الملكي النسائي)